# کاخ آقاخان

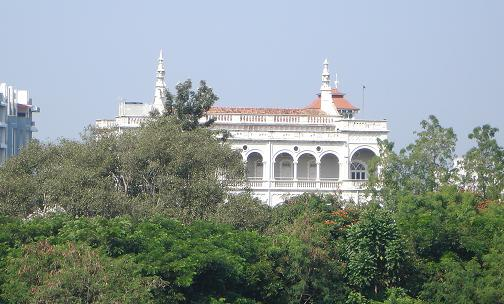
کاخ آقاخان در پونه

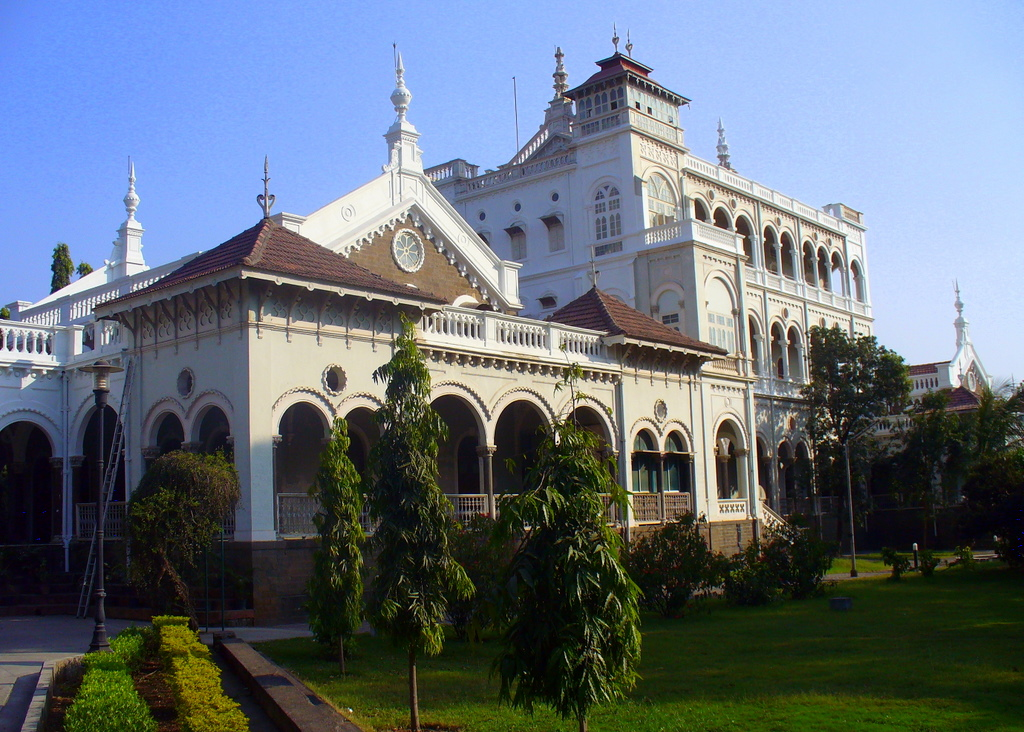
کاخ آقاخان در کالایانی نگر، شهر پونه

کاخ آقاخان (به انگلیسی: Aga Khan Palace) از بناهای مهم شهر پونه در ایالت ماهاراشتارا در کشور هندوستان است. این کاخ در منطقه کالایانی نگر ساخته شده که اکنون داخل شهر پونه واقع است.
این کاخ باشکوه توسط سلطان محمد شاه (آقاخان سوم) در سال ۱۸۹۲ ساخته شد و به‌عنوان محل اشتغال برای روستاییان قحطی‌زده در مناطق اطراف در نظر گرفته شده بود. جانشین آقاخان سوم، شاهزاده کریم الحسینی معروف به آقاخان چهارم، امام حاضر شیعیان اسماعیلی این کاخ را به عنوان یادبود مهاتما گاندی رهبر بزرگ جنبش استقلال‌طلبی هند و اندیشه‌های او در سال ۱۹۶۹ به دولت هند اهدا کرد. از این رو این کاخ به‌نام «یادبود ملی گاندی» (Gandhi National Memorial) نیز شهرت دارد.
مهاتما گاندی در دهه ۱۹۴۰ در این کاخ تحت بازداشت خانگی نگه داشته شده بود. او همسرش کاستوربا گاندی و همچنین دستیار و همکار قدیمی خود ماهادِو دسای را در این دوران ازدست داد که یادمانی برای هر دوی آنان توسط چارلز کورآ در این مکان ساخته شده است.
در داخل مجموعه کاخ، موزه‌ای وجود دارد که در آن تصاویر جامعی از عکس‌های حوادث مهم در زندگی گاندی و تعداد زیادی از وسایل شخصی او را به نمایش گذاشته شده است. از جمله ظروف شخصی، لباس، دمپایی، نامه‌ای که گاندی هنگام مرگ به منشی خود نوشته، و برخی وسایل شخصی دیگر او را می‌توان در این موزه دید. همچنین مقدار کمی از خاکستر گاندی که نگه داشته شده در این مکان موجود است. نمایشگاه‌های متعددی به صورت منظم در کاخ برای به نمایش گذاشتن زندگی و حرفه مهاتما گاندی برگزار می‌شود. مجموعه موزه و کاخ آقاخان در زنده‌نگه‌داشتن یاد و خاطره گاندی در جامعه موفق بوده است.
این کاخ یکی از محل‌های فیلمبرداری توسط ریچارد اتنبرو برای ساخت فیلم گاندی در سال ۱۹۸۲ بود.

## نگارخانه

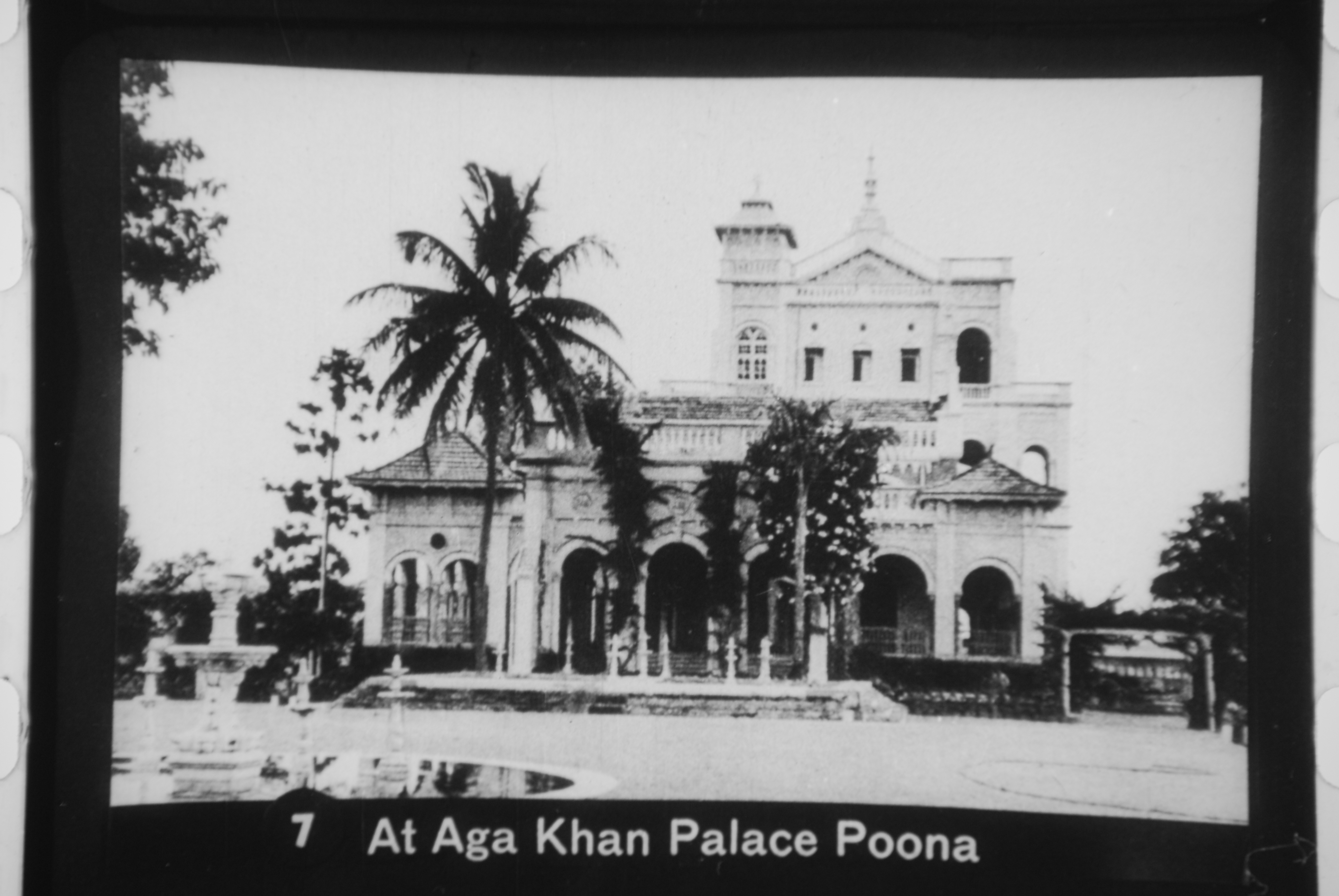
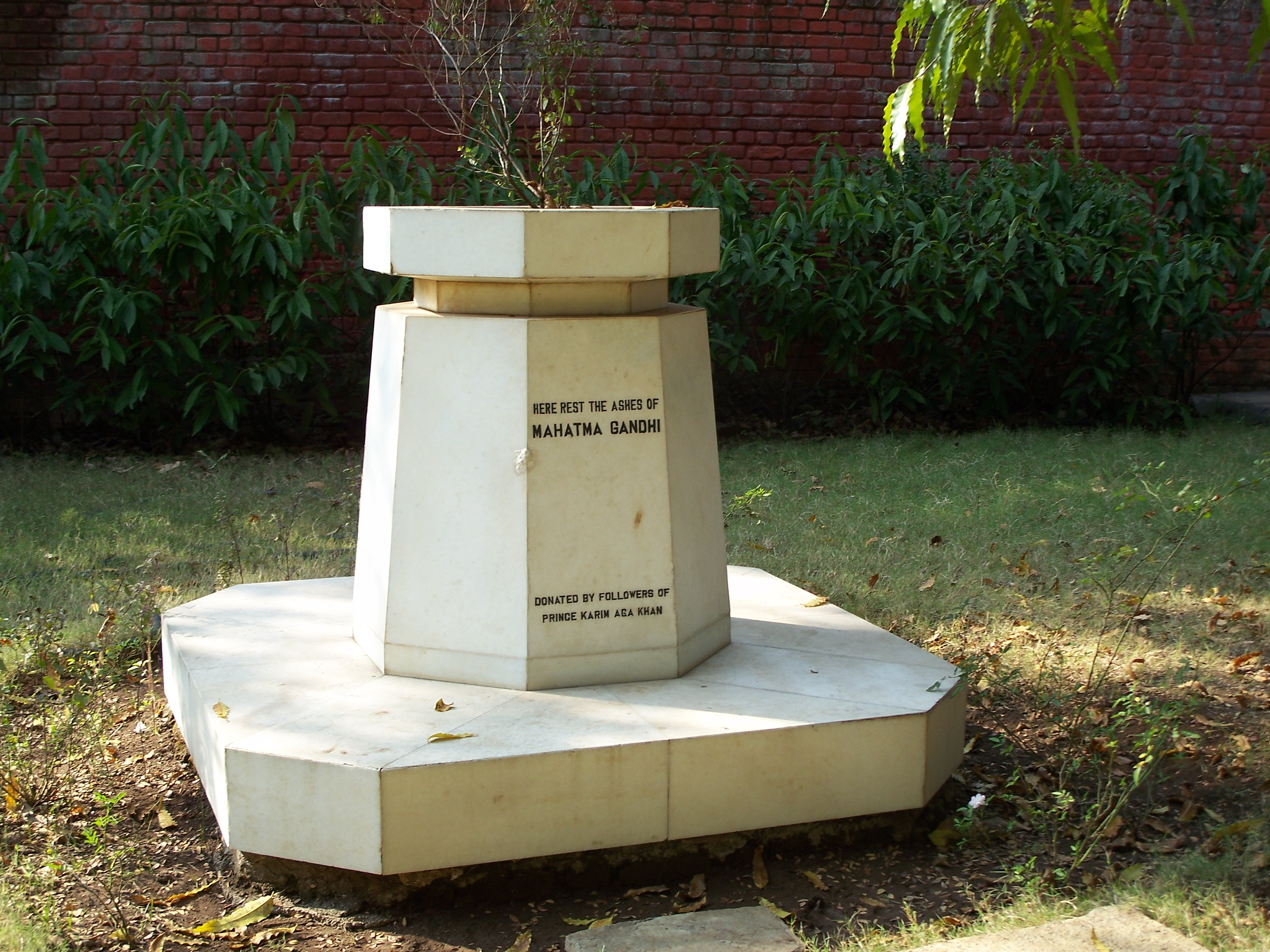